# 2. Badminton-Bundesliga 1995/96
Die 2. Badminton-Bundesliga 1995/96 als zweithöchste deutsche Spielklasse in der Sportart Badminton war in zwei Staffeln unterteilt (Nord und Süd), in der jeweils acht Teams gegeneinander antraten. In die 1. Bundesliga stiegen der PSV Grün-Weiß Wiesbaden, die Bottroper BG und der BV Gifhorn auf.

## 2. Bundesliga Nord
Abschlusstabelle
| Platz | Mannschaft          | Spiele |
| ----- | ------------------- | ------ |
| 1.    | Bottroper BG        | 14     |
| 2.    | BV Gifhorn          | 14     |
| 3.    | VfL 93 Hamburg      | 14     |
| 4.    | Ohligser TV         | 14     |
| 5.    | TV Witzhelden (N)   | 14     |
| 6.    | 1. BV Mülheim       | 14     |
| 7.    | VfL Berliner Lehrer | 14     |
| 8.    | BSV Greifswald (N)  | 14     |

## 2. Bundesliga Süd
Abschlusstabelle
| Platz | Mannschaft                | Spiele |
| ----- | ------------------------- | ------ |
| 1.    | PSV Grün-Weiß Wiesbaden   | 14     |
| 2.    | SG Anspach                | 14     |
| 3.    | TuS/SG Schorndorf         | 14     |
| 4.    | TSV Neuhausen-Nymphenburg | 14     |
| 5.    | TuS Wiebelskirchen 2      | 14     |
| 6.    | SG Robur Zittau (N)       | 14     |
| 7.    | SSV Heiligenwald 2 (N)    | 14     |
| 8.    | SG Neckarau/Wiesloch      | 14     |